# Kurt Sutter
Kurt Leon Sutter (ur. 5 maja 1966 w Rahway) – amerykański scenarzysta, reżyser, producent telewizyjny i aktor. Znany ze swej pracy jako scenarzysta przy produkcji serialu Świat gliniarzy.

## Życiorys
Urodził się w Rahway w New Jersey w rodzinie katolickiej. Jego matka była sekretarką w archidiecezji Newark, a ojciec Albert Sutter Jr., pracował w fabryce General Motors w Linden w New Jersey. Dorastał z dwiema starszymi siostrami w Clark. W 1982 ukończył Roselle Catholic High School. Uczęszczał na wydział dziennikarstwa do Livingston College. W 1986 ukończył na Uniwersytecie Rutgersa z tytułem licencjata na kierunku środki masowego przekazu. Przeniósł się do Nowego Jorku i studiował technikę Meisnera, grał w teatrze i dołączył do wydziału The Gately-Poole Acting Studio w Theatre Row, ucząc techniki Sanforda Meisnera i reżyserii w The Nat Horne Theatre. W 1997 otrzymał stypendium i przez trzy lata uczęszczał na Uniwersytet Północnego Illinois, aby uzyskać tytuł magistra aktorstwa i reżyserii.
W 2000 przeprowadził się do Los Angeles, gdzie zaczął pisać. W latach 2001–2008 zajmował się realizacją serialu FX Świat gliniarzy, w którym wcielał się także w postać tajemniczego płatnego zabójcy Margosa Dezeriana. W latach 2008–2014 pracował jako scenarzysta, producent oraz aktor w roli Otta Delaneya przy tworzeniu swego autorskiego serialu dla telewizji FX pt. Synowie Anarchii.
2 października 2004 ożenił się z aktorką Katey Sagal, z którą ma córkę Esmé Louise (ur. 10 stycznia 2007).